# Elements gòtics de Can Pineda
Elements gòtics de Can Pineda és una obra gòtica de Cabrera de Mar (Maresme) protegida com a Bé Cultural d'Interès Local.

## Descripció
Casa rústica formada per dos cossos adossats de planta rectangular situada sobre un terreny en pendent. El volum més petit és el que dona directament al carrer Sant Joan: compta amb planta baixa amb una teulada d'un aiguavés amb carener paral·lel a la façana principal i un pis més al costat dret, el qual presenta una coberta a una sola vessant de teula àrab amb el carener perpendicular a la façana principal. Aquest cos presenta, al centre de la façana principal, una porta rectangular de fusta i de grans dimensions que permet l'accés a l'habitatge i un finestral gòtic polilobulat al primer pis, amb set arcs i impostes decorades amb elements florals. L'ampit està decorat amb una motllura.
El segon volum, situat darrere del primer, constitueix l'edifici principal del conjunt i està format, al seu torn, per tres cossos units i que comparteixen la mateixa planta. Té un soterrani i planta baixa i pis, i l'accés a ell es pot realitzar a través d'una rampa que salva el desnivell del terreny i parteix de la reixa de l'entrada per desembocar, finalment, en la planta baixa de la façana principal de l'edifici, que no dona al carrer Sant Joan, sinó que està encarada cap al sud-est.
El cos de la part posterior de l'immoble presenta una teulada a dues aigües de teula àrab i carener perpendicular a la façana principal. Els altres dos cossos formen conjuntament la part anterior del conjunt, on es troba la façana principal. El de la banda dreta té una coberta a un aiguavés que sobresurt de la resta de l'immoble, amb carener perpendicular a la façana principal. A la planta baixa de la façana principal hi ha una gran obertura d'arc escarser que permet l'accés a l'interior i, a sobre, destaca una finestra gòtica d'arc conopial, amb arabescos i impostes decorades amb roses i motius heràldics. El cos de la banda esquerra també presenta una teulada a un aiguavés, i destaca per formar una galeria tant a la planta baixa com al primer pis a base de grans obertures d'arc escarser.
Tot el conjunt arquitectònic està arrebossat i pintat. Els elements més destacats (les finestres gòtiques) provenen, probablement, d'una altra masia.